# Alf (lettre)
Cette page contient des caractères spéciaux ou non latins. S’ils s’affichent mal (▯, ?, etc.), consultez la page d’aide Unicode.
Pour les articles homonymes, voir Alf.
Alf (𐤀, ) est la première lettre de l'alphabet phénicien.

## Caractéristiques
L'alphabet phénicien est développé vers le Ier millénaire av. J.-C. pour l'écriture du phénicien, une langue sémitique utilisée par la civilisation phénicienne. C'est un abjad non-pictographique, un alphabet qui ne note que les sons consonantiques.
La première lettre de cet alphabet note le son [ʔ], le coup de glotte. Elle est typiquement constituée de deux traits obliques, formant un coin à gauche, traversés en leur milieu par une barre verticale : . La disposition exacte des traits reste toutefois variable. Sur le sarcophage d'Ahiram, roi phénicien de Byblos vers 1200 av. J.-C., l'inscription utilise la forme .
L'alphabet phénicien suit l'ordre de l'alphabet ougaritique, un alphabet de la fin de l'âge du bronze utilisant ses caractères cunéiformes ; les deux alphabets sont liés linguistiquement, mais pas sur la forme des lettres. La première lettre de l'alphabet ougaritique note un son similaire.
L'origine de l'alphabet phénicien n'est pas connue. Il est possible qu'il soit issu de alphabet protosinaïtique (ou linéaire), utilisé pour noter des idiomes proto-cananéens dans le Sinaï vers 1850 av. J.-C. Cette écriture est mal connue et sa qualité même d'alphabet (ou d'abjad) n'est pas établie avec certitude. Quelques courtes inscriptions en protosinaïtiques sont sporadiquement attestées à Canaan à la fin de l'âge du bronze. Si cette hypothèse est exacte, l'alphabet protosinaïtique proviendrait d'une simplification de certains hiéroglyphes égyptiens ; il aurait ensuite évolué en alphabet sudarabique et alphabet proto-cananéen, lui-même évoluant en alphabet phénicien. Selon cette approche, la forme graphique de l'alf phénicien remonterait à un hiéroglyphe décrivant une tête de vache, simplifié en  en protosinaïtique.
Le nom des lettres phéniciennes n'est pas directement connu. On suppose que les Phéniciens utilisaient un système acrophonique pour les nommer, c'est-à-dire que le nom de chacune débute par la lettre elle-même. Ces noms seraient essentiellement les mêmes que dans les scripts parents, qui à leur tour dériveraient de la valeur des mots que les pictogrammes hiéroglyphiques à l'origine des caractères représentent. Ces mots d'origine seraient traduits depuis l'égyptien et le son initial de chaque mot traduit serait devenu la valeur de chaque lettre.

## Dérivés
L'alphabet phénicien est devenu l'un des systèmes d'écriture les plus utilisés, transmis par les marchands phéniciens dans le monde méditerranéen où il a évolué et a été assimilé par de nombreuses cultures. L'alphabet araméen, une forme modifié du phénicien, est l'ancêtre de l'alphabet arabe moderne, tandis que l'alphabet hébreu est une variante stylistique de l'araméen. L'alphabet grec (et par extension ses descendants, les alphabets latin, cyrillique et copte) est un successeur direct du phénicien, bien que la valeur de certaines lettres ait été changée pour représenter les voyelles. L'alphabet sogdien, descendant du phénicien via le syriaque, est un ancêtre de l'alphabet ouïghour, qui est à son tour l'ancêtre des alphabets mongol traditionnel et mandchou ; le premier est toujours utilisé et le deuxième survit pour noter le xibe. Certains historiens pensent que le brahmi, et donc les écritures d'Inde, dérive également de l'écriture araméenne.
L'alf phénicien conserve sa valeur [ʔ] dans la plupart des alphabets ultérieurs des langues sémitiques. Le son n'existant pas en grec ancien, il donne naissance à l'alpha et est utilisé pour la valeur [a], qu'il conserve dans les alphabets dérivés.
Le tableau suivant résume les lettres dérivés de l'alf phénicien.
| Alphabet    | Image | Unicode | Nom    | Valeur          |
| ----------- | ----- | ------- | ------ | --------------- |
| Phénicien   |       | 𐤀       | Alf    | [ʔ]             |
| Araméen     |       | 𐡀       | Ālaph  | [ʔ], [a:], [e:] |
| Nabatéen    |       |         | Aleph  |                 |
| Hébreu      |       | א       | Aleph  | [ʔ]             |
| Syriaque    |       | ܐ       | ʿĀlaph | [ʔ]             |
| Arabe       |       | ﺍ       | Alif   | [a:]            |
| Sudarabique |       | 𐩱       | Alef   | [ʔ]             |
| Guèze       |       | አ       | Ä      | [ʔ]             |
| Grec        |       | Α       | Alpha  | [a]             |
| Copte       |       | Ⲁ       | Alpʰa  | [a], [ʕ], [ʔ]   |
| Étrusque    |       | 𐌀       | A      | [a]             |
| Latin       |       | A       | A      | [a]             |
| Cyrillique  |       | А       | A      | [a]             |
| Gotique     |       | 𐌰       | Ahsa   | [a]             |
| Arménien    |       | Ա       | Ayb    | [ɑ]             |
| Kharosthi   |       | 𐨀       | A      |                 |
| Brahmi      |       |         |        |                 |
| Bengali     |       | অ       |        | [ɔ], [o]        |
| Devanagari  |       | अ       |        |                 |
| Tamoul      |       | அ       | A      | [ʌ]             |
| Kannada     |       | ಅ       |        | [a]             |
| Télougou    |       | అ       |        | [a]             |

## Codage
Le standard Unicode définit le bloc U+10900 à U1091F pour l'écriture du phénicien. L'alf est codé par la valeur U+10900.